# 郵便ステーショナリー

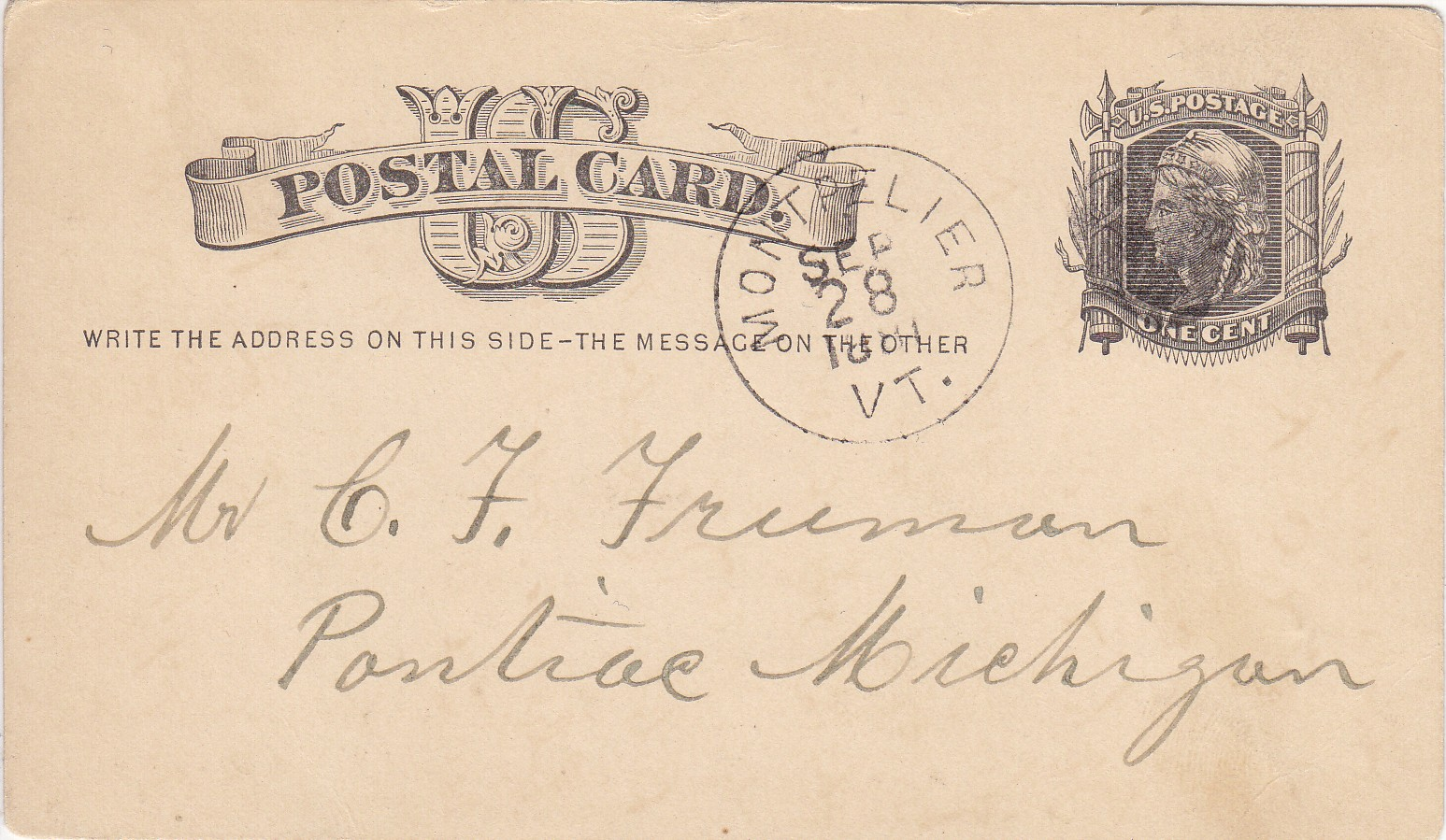
アメリカ合衆国で1881年に発行に発行された切手付き封筒

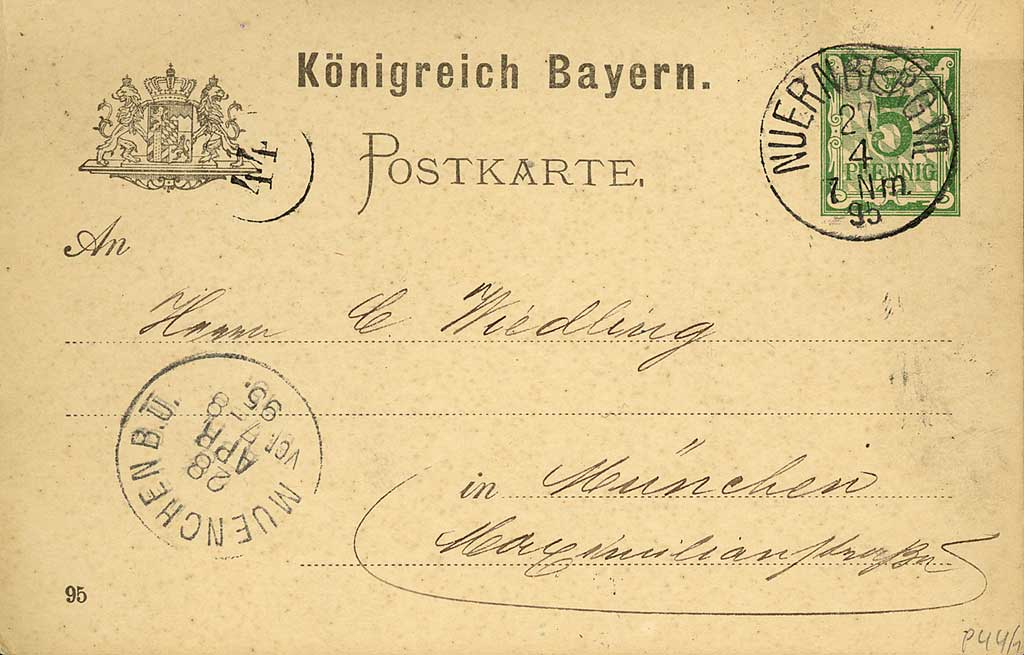
バイエルン王国で1895年に発行された官製はがき

郵便ステーショナリー（ゆうびんステーショナリー、postal stationery）とは郵便局が販売するステーショナリー（文房具）で葉書や封筒に郵便料金前納を示す切手や文字があらかじめ印刷され、新たに切手を貼ったりする必要のないステーショナリーの総称である。葉書や郵便書簡（ミニレター）、特定封筒郵便物（レターパックなど）などもその範囲にはいる。

## 概要
1840年、イギリスで料金前納、全国一律料金などを基本とする近代的郵便事業がはじまったが、そのとき切手とともにマルレディー封筒（官製封筒・デザイナーの名にちなむ）という料金前納を示した官製封筒が販売開始されていた。しかし、この官製封筒は込み入った図案で、宛名欄が狭く使いにくいという欠点があり、切手のほうが簡便であるとして、広く受け入れられた。その後、封筒に切手を貼ったスタイルを模した官製封筒が作られるようになり、また同様に葉書も発売されるようになった。
現在、身近な郵便ステーショナリーとして官製はがきがあるが、封筒に切手もしくは使用できる旨が印刷されるものも全て入る。そのため郵便書簡のように折り畳み式の便箋兼封筒のうち印面が印刷された郵便局販売のものも含まれる。

## 日本での導入
日本では、官製はがきは1873年に発行されたが、切手つき封筒も同じ年に発行されている。しかしあまり利用されなかった為か、1908年以降販売されなかった。その後1947年に「郵便切手つき封筒」として再発売されたが需要がなかったことから1949年に販売停止になった。郵便書簡は、「封緘はがき」として第二種郵便物( はがきと同じ扱い、ただし料金は封書と同一 )として1900年から額面で販売され、1947年末まで発売された。1949年に再発売になった際、第一種郵便物 (封書) 扱いとなり、1966年には売価が額面と同一となり、1981年には額面が封書基本料金よりも割安となった。それにより葉書よりも高いものの封書基本料金よりも安い料金で合計25グラムまでの薄いものなら同封することが出来るため2013年現在も販売されている。
日本の郵便局で販売されている郵便ステーショナリーとして、前出の葉書、郵便書簡、レターパックのほか、国際郵便用の航空書簡がある。また現在では販売停止になったものとして前述の郵便切手つき封筒のほか、小包葉書や郵便帯封などがある。